# Manfred Sell
Manfred Sell (* 19. April 1902 in Breslau; † 15. Juli 1971) war ein deutscher Volkswirt und Historiker.

## Leben
Manfred Paul August Siegfried Sell wurde 1902 als Sohn des Kaufmanns Ludwig Sell und Martha Sell in Breslau im Deutschen Kaiserreich geboren. Nach einem Umzug besuchte er erst eine Mittelschule in Köln und nach einem weiteren Umzug das Städtische Realgymnasium in Bonn. Nach dem Abitur im Jahre 1920 studierte er Volkswirtschaft, Geschichte und Geographie an der Rheinischen Friedrich-Wilhelms-Universität Bonn und promovierte 1925 an der Universität zu Köln bei dem Historiker Justus Hashagen mit der Dissertation Die deutsche öffentliche Meinung und das Helgolandabkommen im Jahre 1890.
Im Jahre 1927 wurde er Mitglied des Alldeutschen Verbandes und war von 1929 bis 1931 Mitglied einer Loge. Manfred Sell wurde Mitglied der NSDAP, allerdings 1938 aufgrund seiner früheren Logenmitgliedschaft aus der Partei ausgeschlossen. 1939 wurde er Mitglied der SA. Erst ein Bittgesuch bei der Kanzlei des Führers ermöglichte ihm eine Wiederaufnahme in die NSDAP im Jahre 1942.
In der Zeit des Nationalsozialismus beteiligte Sell sich mit Publikationen an der rassistisch-kolonialistischen Propaganda. Er veröffentlichte u. a. in der Kolonialen Rundschau und in der Zeitschrift der Gesellschaft für Rassenhygiene Volk und Rasse. 
Nach dem Zweiten Weltkrieg publizierte Manfred Sell u. a. in der Zeitschrift des Arbeitskreises für Wehrforschung.
Manfred Sell starb am 15. Juli 1971 und ist auf dem Poppelsdorfer Friedhof in Bonn bestattet.

## Publikationen (Auswahl)
- Die deutsche öffentliche Meinung und das Helgolandabkommen im Jahre 1890, Dissertation, Dümmler, Berlin 1926
- Die neue deutsche Kolonialpolitik, Eher, München 1933.
- Die schwarze Völkerwanderung. Der Einbruch des Negers in die Kulturwelt, Wilhelm Frick Verlag, Wien 1940.
- Südtirol als militärgeografisches Problem, Wehrwissenschaftliche Rundschau, Heft 3, 1958.
- Die neutralen Alpen, Seewald, Stuttgart 1965.